# RINGS (Hawaiian6のアルバム)
『RINGS』（リングス）は、日本のロックバンドHawaiian6の3枚目のミニ・アルバム。2007年11月7日発売。発売元はIKKI NOT DEAD。

## 解説
- 『ACROSS THE ENDING』以来となるミニ・アルバム。
- DVD『10years』と同時発売。
- 本作を引っさげ、47全都道府県を周る"RINGS TOUR"を行った。全56箇所での公演に加え、2008年3月には"RINGS TOUR FINAL 東京 7DAYS"を開催し、4月には"LAST OF RINGS TOUR"を新潟、東京、名古屋、大阪で開催。追加公演を含め全67箇所での公演を行った。

## 収録曲
1. The Betrayer
2. Freedom Train
3. Shadows Of The Sun
4. Diamond
5. Seasons
6. The Morning Bell
7. Star Falls On Our Hands Tonight
8. The Pride